# Paul Balmigère
Pour les articles homonymes, voir Balmigère.
Ne doit pas être confondu avec Paul-Marcel Balmigère.
Paul Balmigère, né le 25 décembre 1908 à Camplong-d'Aude et mort le 6 juin 1988 à Montpellier, est un homme politique français. Il est député communiste de l'Hérault de 1962 à 1968, puis de 1973 à 1986 et maire de Béziers de 1977 à 1983.

## Biographie
Ouvrier agricole, Paul Balmigère exerce des responsabilités dans les fédérations du PCF de l'Aude et de l'Hérault. Il est fait prisonnier en juin 1940 et après deux tentatives d'évasion, il est rapatrié sanitaire en 1943. De retour à Camplong-d'Aude, il se joint à la Résistance, devenant un des dirigeants de la région Aude-Hérault du PCF, qu'il représente dans le comité régional de Libération à sa création au printemps 1944 sous le pseudonyme de Marcel. Il est ensuite vice-président du comité de Libération du département de l’Hérault.
En 1945, il est élu conseiller municipal de Montpellier et conseiller général du canton de Frontignan. il siège au comité central du PCF de 1959 à 1967. Il est élu député de l'Hérault en 1962 (jusqu'en 1968 et de 1973 à 1986), maire de Béziers en 1977 (pour un mandat), et conseiller général de l'Hérault (1945-1951 et 1970-1982).
Ayant défendu avec passion la viticulture méridionale, il a donné son nom à la loi du 18 octobre 1974, qui étend aux ouvriers agricoles des avantages obtenus en 1936 par la majorité des salariés.

## Mandats
- Député communiste de la 4e circonscription de l'Hérault : 1962-1967, 1967-1968, 1973-1978, 1978-1981 et 1981-1986.
- Maire de Béziers de 1977 à 1983
- Conseiller général du canton de Frontignan de 1945 à 1951.
- Conseiller général du canton d'Agde de 1970 à 1982.